# And Winter Came...
Albums de Enya
Amarantine
(2005) The Very Best of Enya
(2009)
And Winter Came... est le 8e album de la chanteuse Enya, sorti en 2008. Les chansons de cet album ont pour thème Noël et l'hiver.
2,5 millions d'exemplaires vendus.

## Titres
1. And Winter Came (3:15)
2. Journey of the Angels (4:47)
3. White Is in the Winter Night (3:00)
4. O Come, O Come, Emmanuel (3:40)
5. Trains and Winter Rains (3:44)
6. Dreams Are More Precious (4:25)
7. Last Time by Moonlight (3:57)
8. One Toy Soldier (3:45)
9. Stars and Midnight Blue (3:08)
10. The Spirit of Christmas Past (4:18)
11. My! My! Time Flies! (3:02)
12. Oiche Chiuin (Chorale) (3:49)

Chanson bonus
1. Miraculum (3:53)

## Personnel
Les crédits sont adaptés des notes de pochette de l'album de 2008.
- Enya – chant, claviers, synthétiseurs, percussions
- Pat Farrell – guitare solo, guitare 12 cordes sur "My! My! Time Flies!"

## Classements
| Pays             | Meilleure Position | Certifications | Ventes  |
| ---------------- | ------------------ | -------------- | ------- |
| Allemagne        | 3                  | Platine        | 200 000 |
| Argentine        | 8                  |                |         |
| Australie        | 7                  | Platine        | 70 000  |
| Autriche         | 6                  | Or             | 10 000  |
| Belgique         | 1                  | Platine        | 30 000  |
| Canada           | 4                  | Platine        | 80 000  |
| Danemark         | 9                  | Or             | 15 000  |
| Espagne          | 2                  | Or             | 30 000  |
| Finlande         | 21                 |                |         |
| France           | 9                  | Or             | 85 000  |
| Grèce            | 15                 |                |         |
| Hong Kong        | 1                  | Platine        | 30 000  |
| Hongrie          | 3                  |                |         |
| Irlande          | 13                 | Platine        | 15 000  |
| Italie           | 6                  | Platine        | 60 000  |
| Japon            | 6                  | Platine        | 250 000 |
| Mexique          | 37                 |                |         |
| Norvège          | 17                 |                |         |
| Nouvelle-Zélande | 9                  | Platine        | 15 000  |
| Pays-Bas         | 2                  |                |         |
| Pologne          | 16                 |                |         |
| Portugal         | 15                 |                |         |
| Tchéquie         | 2                  |                |         |
| Royaume-Uni      | 6                  | Or             | 100 000 |
| Russie           | 9                  | Or             | 10 000  |
| Suède            | 4                  | Or             | 20 000  |
| Suisse           | 3                  | Platine        | 30 000  |
| États-Unis       | 8                  | Or             | 500 000 |